# Орчата

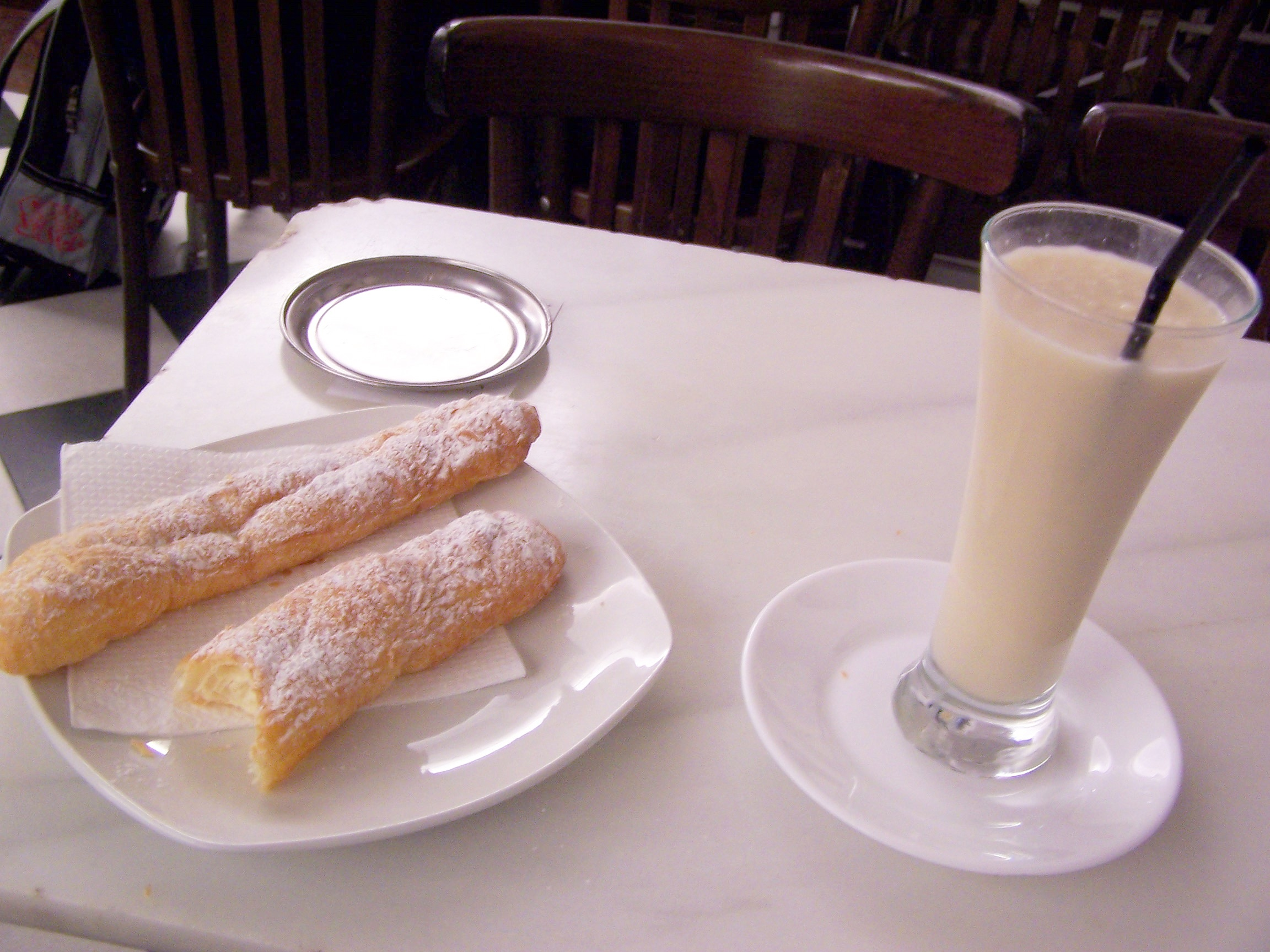
Стакан іспанської орчати з булочками (фартонами)

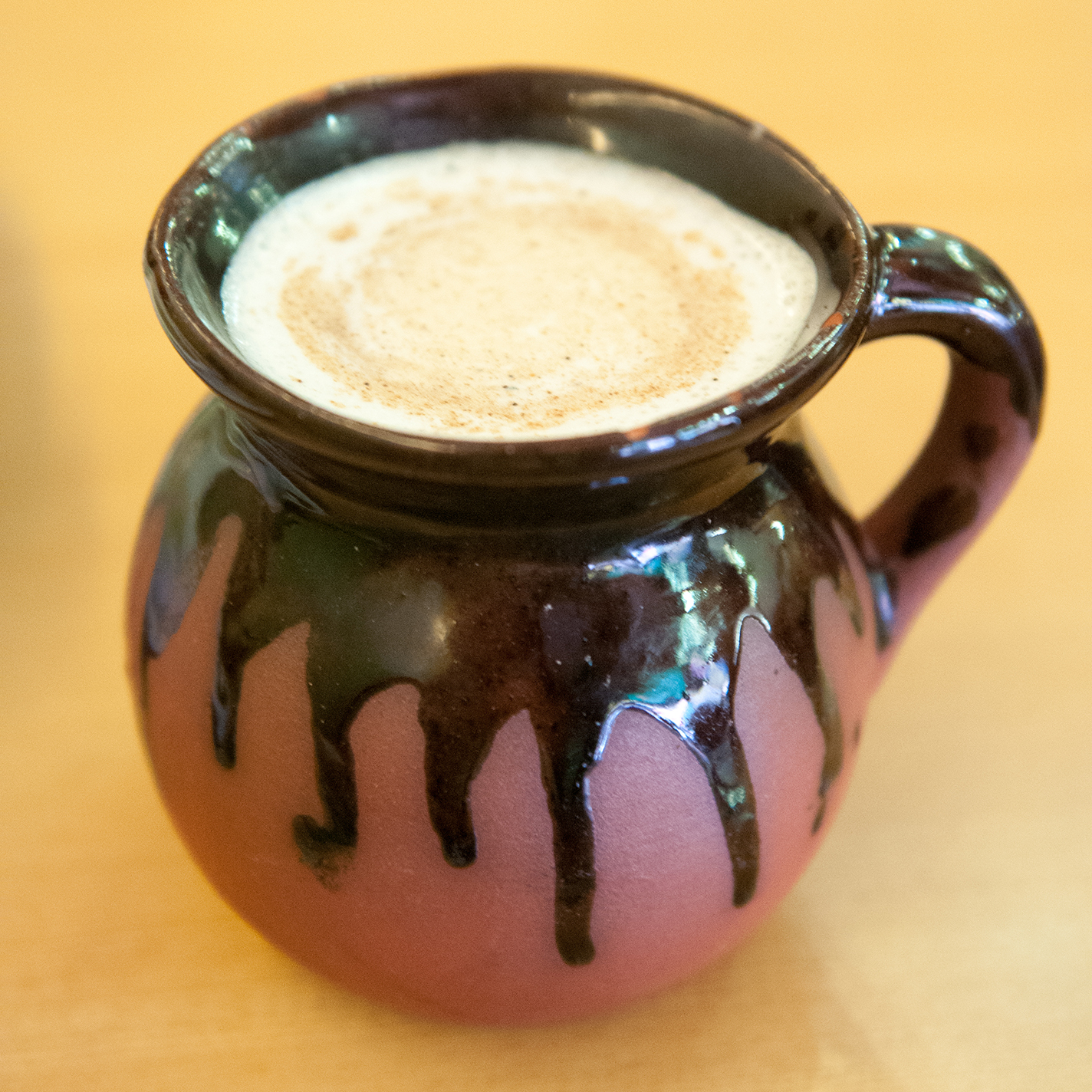
Орчата (Мексика)

Орча́та (ісп. horchata), або орша́та (кат. orxata) — назва декількох видів безалкогольних прохолодних напоїв, що готуються з меленого мигдалю, кунжуту, рису, ячменю або бульб чуфи.

## Походження
В Іспанії Орчатою називають, як правило, напій, приготований з розмелених або стовчених бульб чуфи, води і цукру  та подається охолодженим. Вважається, що ідея приготування орчати з чуфи виникла в період мусульманського присутності в Валенсії (VIII-XIII століття).
Назва напою походить, ймовірно, від італійського orzata, в свою чергу, походить від латинського hordeum (ячмінь), оскільки спочатку орчату робили з відвару ячменю.
Існує також легенда, згідно з якою король Арагону, вперше спробувавши орчату в Валенсії, поцікавився, що це таке. Дівчина, яка принесла напій, сказала, що це «молоко з чуфи» (llet de xufa). Король вигукнув: Açò no és llet, açò és OR, XATA! («Це не молоко, це золото, красуня!»). Від цих слів, нібито, і пішла назва напою .

## Різновиди

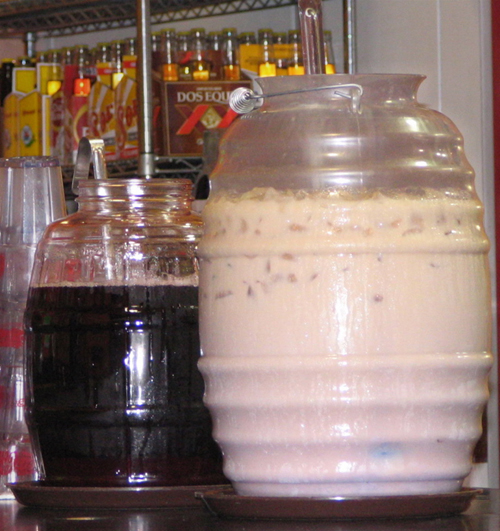
Прохолодні напої в мексиканському ресторані в Сіетлі (США). На передньому плані - велика банка з орчатою

Орчата з чуфи вважається фірмовим напоєм іспанського регіону Валенсія. Тут її п'ють холодної, вмочуючи в напій спеціальну витягнуту булочку — фартон.
У латиноамериканських країнах орчату готують із різних злаків або горіхів (наприклад, кокос, арахіс, мигдаль, кеш'ю), з додаванням молока або без нього, іноді з ароматичними добавками типу ванілі та кориці:
- Наприклад, в Мексиці орчату роблять з рису, завжди з додаванням кориці, іноді з ваніллю.
- У Сальвадорі замість рису використовується мексиканська горлянка, насіння хікару (jicaro) — одного з видів калебасового дерева (Crescentia alata).
- В Нікарагуа і Гондурасі — насіння Хікару (jicaro) разом з рисом і спеціями, з додаванням молока і цукру.
- В Пуерто-Рико орчата готується з кунжуту з додаванням молока або води.
- Латиноамериканська населення США вважає за краще рисовий варіант мигдалевому.
- У Венесуелі, крім класичної безалкогольної орчати, можна зустріти однойменний алкогольний напій.